# Marvel Zombies
Marvel Zombies is een serie van stripboeken die gepubliceerd worden door Marvel Comics. De serie werd voor het eerst uitgebracht in 2005. Het verhaal speelt zich af in een alternatief universum waarin de superhelden van Marvel zijn veranderd in zombies. Deze serie combineert elementen van horror en sciencefiction met de bekende personages van Marvel Comics.

## Ontstaan
De serie werd bedacht door schrijver Robert Kirkman en kunstenaar Sean Phillips. Het eerste deel, "Ultimate Fantastic Four" #21-23, diende als prelude voor de reeks. De hoofdserie, simpelweg getiteld "Marvel Zombies", werd gelanceerd met een vijfdelige miniserie in 2005. De populariteit van de serie leidde tot verschillende vervolgminiseries en spin-offs.

## Verhaallijn
In het alternatieve universum van Marvel Zombies heeft een zombievirus de meeste superhelden en schurken besmet. Deze besmette personages behouden hun superkrachten, maar worden gedreven door een onverzadigbare honger naar mensenvlees. De serie volgt de overlevende helden terwijl ze vechten om te overleven in een wereld overspoeld door zombies.

## Belangrijke Personages
Enkele van de belangrijkste personages in de Marvel Zombies-serie zijn:
- Spider-Man: Een van de eerste helden die besmet raakt met het zombievirus. Hij worstelt met zijn verlangen naar mensenvlees en probeert tegelijkertijd zijn morele kompas te behouden.
- Iron Man: Voormalig miljardair en superheld, Iron Man wordt ook een zombie en blijft zijn technologische vaardigheden gebruiken om te jagen op overlevenden.
- Captain America: De leider van de Avengers, Captain America probeert een veilige haven te creëren voor niet-besmette mensen te midden van de zombie-apocalyps.
- Wolverine: Met zijn regeneratieve vermogens is Wolverine een geduchte tegenstander, zelfs als zombie. Hij jaagt meedogenloos op prooien in de verlaten straten.

## Populariteit en Invloed
Marvel Zombies combineert het Marvel-universum met elementen van horror, waardoor het een serie is voor fans van beide genres. De serie heeft geleid tot talloze merchandise, waaronder actiefiguren, T-shirts en verzamelobjecten.

## Vervolg en Spin-offs
Na het succes van de originele serie zijn er verschillende vervolgminiseries en spin-offs uitgebracht, waaronder "Marvel Zombies 2", "Marvel Zombies 3", "Marvel Zombies 4" en "Marvel Zombies Return". Deze verhalen verkennen verschillende aspecten van het zombie-universum en introduceren nieuwe personages en situaties.